# Wassenaar (gemeente)

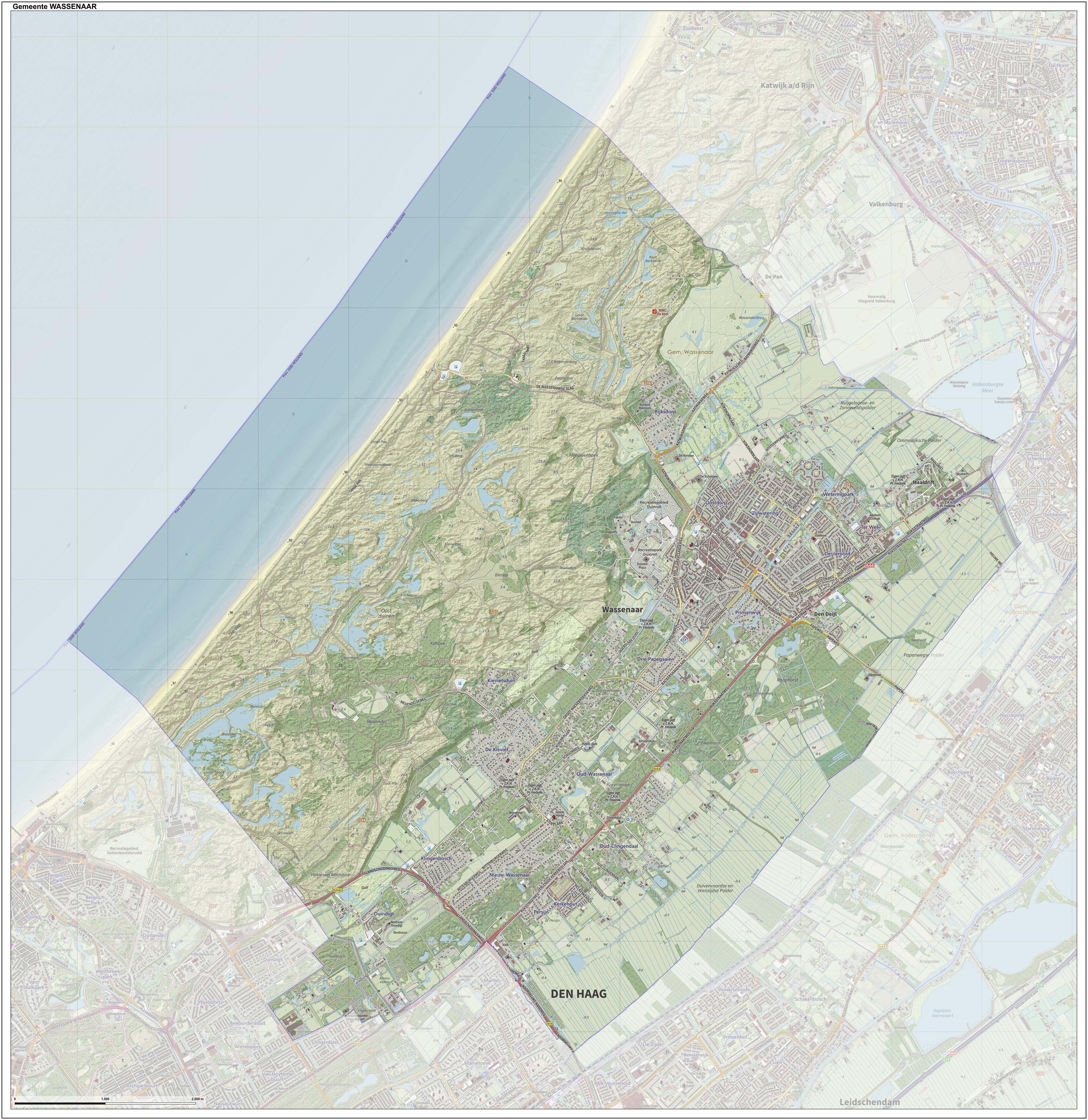
Topografische gemeentekaart van Wassenaar, per juni 2023

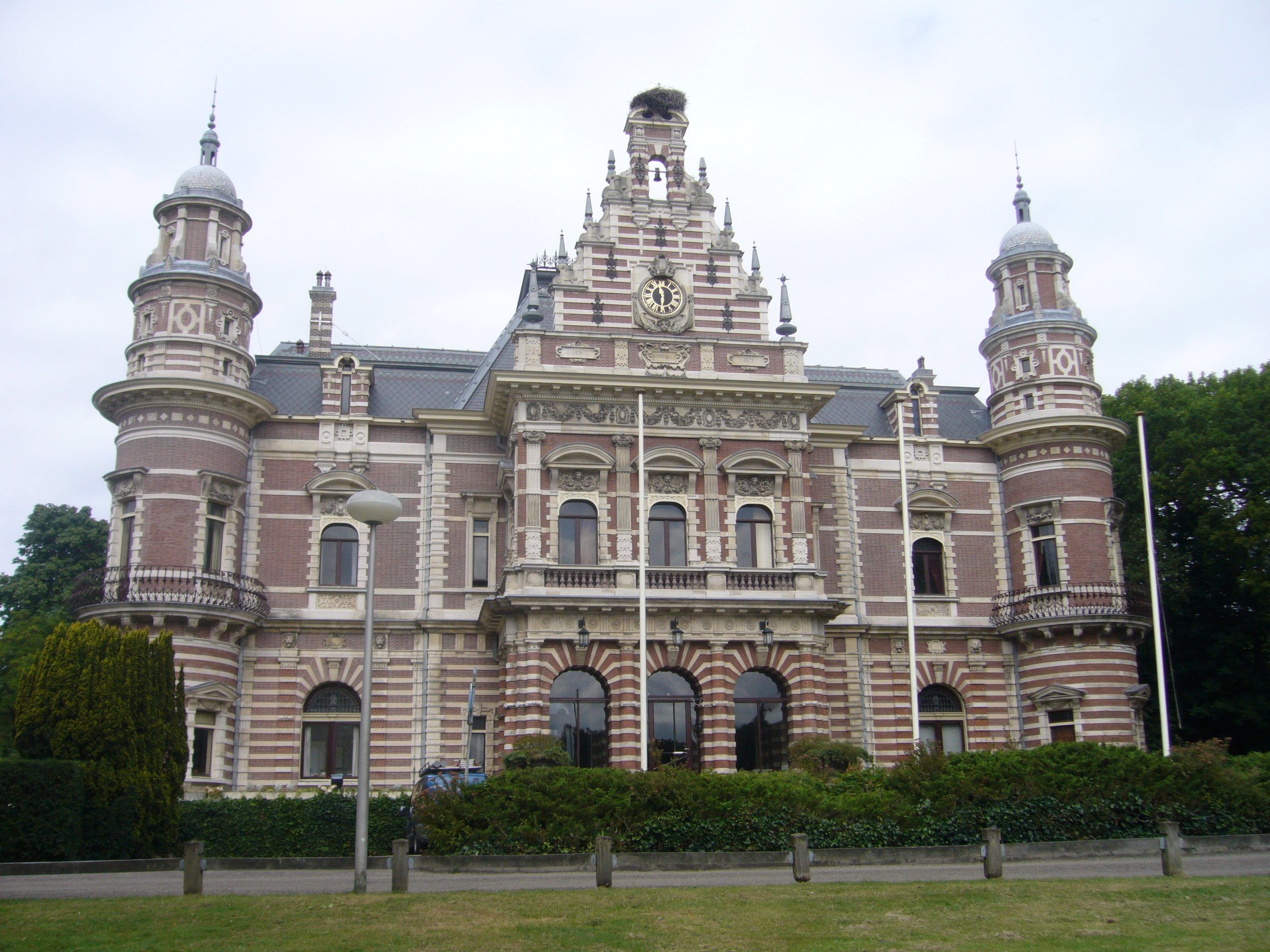
Kasteel Oud-Wassenaar (gebouwd in 1876-1879)

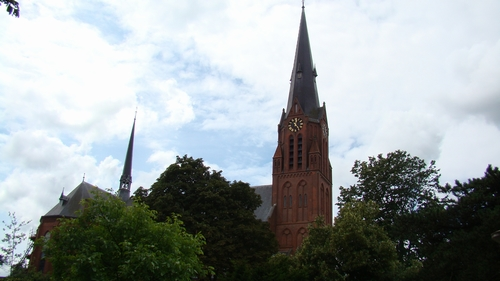
Neogotische Sint-Willibrorduskerk in Wassenaar

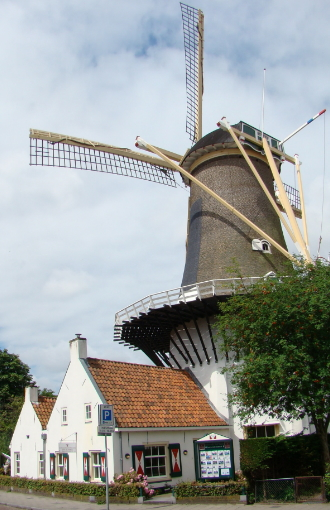
Windmolen Windlust

Wassenaar (uitspraakⓘ) is een plaats en gemeente in de Nederlandse provincie Zuid-Holland. De gemeente telt 27.100 inwoners (22 november 2024, bron: CBS) en heeft een oppervlakte van 62,50 km². Binnen de gemeentegrenzen liggen naast Wassenaar enkele gehuchten. De gemeente Wassenaar maakte deel uit van het kaderwetgebied Haaglanden en is nu onderdeel van de Metropoolregio Rotterdam-Den Haag.
Wassenaar bestaat uit een dorpskern met daaromheen een bosrijke omgeving met villa's en landhuizen. Vele hiervan zijn vanouds buitenplaatsen, zomerverblijven voor welgestelde stedelingen. Behalve aan vermogende bewoners bieden deze onderdak aan bedrijven en consulaten. Koning Willem-Alexander en koningin Máxima hebben tot begin 2019 met hun gezin een woning op het landgoed Eikenhorst bewoond. Het landgoed Duinrell is in gebruik als pretpark. Ook renbaan Duindigt, de enige overgebleven gras-renbaan in Nederland, ligt in Wassenaar.
In het centrum van Wassenaar staat de oude dorpskerk die deels uit de 12e eeuw dateert, en deels in de 16e eeuw werd opgebouwd na vernielingen in het begin van de Tachtigjarige Oorlog. In deze kerk werd Prinses der Nederlanden Alexia gedoopt. Naast een klein aantal oude dorpshuizen staat er ook de zeventiende-eeuwse windmolen Windlust.
Wassenaar grenst aan het dorp Voorschoten. Al van oudsher hebben de twee plaatsen een gezamenlijke harmonieuze geschiedenis. Het geslacht Wassenaar huisde bijvoorbeeld in kasteel Duivenvoorde in Voorschoten. En Landgoed De Horsten, waar Eikenhorst een deel van is, ligt gedeeltelijk in deze buurgemeente. Toch werd in 2021 een ambtelijk samenwerkingsverband na acht jaar beëindigd.
Aan de Wassenaarse Slag liggen in het natuurgebied restanten van de Atlantikwall, waaronder een honderden meters lange betonnen antitankmuur en een groot aantal bunkers, waaronder de vleermuisbunker. De vleermuisbunker bestaat uit een ondergronds gangenstelsel met een lengte van bijna 1000 meter dat vijf bunkers verbindt en dat door verschillende soorten vleermuizen wordt gebruikt als slaapplaats.

## Geschiedenis
De oudste sporen van bewoning in Wassenaar dateren uit circa 1800 voor Christus. Archeologische vondsten in de dorpskern wijzen op bewoning tijdens de Merovingische periode, rond de 7e eeuw na Christus.
De dorpskerk, een aan Willibrord gewijde kerk, is rond 1150 gebouwd in Romaanse stijl. In de noordwand van de kerk is nog een deel muurwerk zichtbaar uit de 12e eeuw. Een testament van Ida van Santhorst uit 1310 is het oudste archiefstuk dat melding maakt van de dorpskerk.
De hoge duinen ten westen van de kerk zijn pas later ontstaan. In de strandwal in de nabijheid van de kerk lag de Burcht, een mottekasteel van de heren van van Wassenaer. De eerste vermelding van een lid van dit geslacht dateert van 1200. De vondst van een spinsteentje, een molensteen en metaalslakken, afkomstig van een lokale smederij, uit de 13e eeuw duidt op de aanwezigheid van verschillende typen ambachtslieden. In de 14e eeuw werd er rechtgesproken in het "Wapen van Wassenaar".
Lange tijd bleef Wassenaar een klein dorp. Aan het einde van de middeleeuwen liep vanuit Wassenaar een weg naar het aan zee gelegen, in 1396 gestichte en in de 16e eeuw weer verdwenen zeedorp Berkheide.
In de 16e eeuw (rond 1573-74) werd Wassenaar grotendeels vernietigd door inwoners van Leiden die wilden voorkomen dat Spaanse troepen hun intrek in Wassenaar zouden nemen.
In de Gouden Eeuw ontstonden er buitenplaatsen van rijke Haagse burgers. Clingendael en Duinrell stammen al uit de zeventiende eeuw. De voorganger van Huize De Paauw dateert al uit 1556, nog voor de Tachtigjarige Oorlog. In 1795 telde Wassenaar 26 buitenplaatsen.
Rond 1805 werd de "Heerweg" tussen Den Haag en Haarlem (de huidige Rijksstraatweg, nu beter bekend als de N44/A44), bestraat. Initiatiefnemer hiervoor was Adriaan Pieter Twent van Raaphorst, bewoner van het aan die "Heerweg" gelegen Huize de Paauw en "minister" van Binnenlandse Zaken en Verkeer en Waterstaat onder Lodewijk Napoleon.
Omstreeks 1840 liet de broer van koning Willem II, prins Frederik, het paleisje "De Paauw" aanleggen, waar hij decennia gewoond heeft en dat als gemeentehuis van Wassenaar dient. Hij kocht aangrenzende landgoederen op, waardoor een groot, aaneengesloten gebied ontstond.
Na de aanleg van de spoorlijn Rotterdam Hofplein - Scheveningen (het tracé daarvan vormt de latere Landscheidingsweg) in 1907/'08 begon Wassenaar zich te ontwikkelen als villadorp voor rijke havenbaronnen en -industriëlen. Deze ontwikkeling stagneerde tijdens de Eerste Wereldoorlog, maar vanaf de jaren twintig en dertig verrezen veel grote villa's in de bosrijke omgeving van het dorp Wassenaar. Tussen de wereldoorlogen verrees ook de wijk De Kieviet in de buurt van het negentiende-eeuwse lustslot kasteel Oud-Wassenaar. Vanaf 1923/'25 had Wassenaar ook een tramverbinding met Den Haag en Leiden (de Gele Tram). De spoor- en tramlijnen door Wassenaar werden in 1953, respectievelijk 1961 opgeheven.
In Wassenaar zijn twee internationale verdragen uitgewerkt:
- Het Verdrag van Luxemburg in 1952 over Wiedergutmachung aan Joodse slachtoffers van nazi-Duitsland
- Het Wassenaar Arrangement in 1995 over exportbeperkingen voor wapens.

Op 24 november 1982 werd ten huize van Chris van Veen, de voorzitter van werkgeversorganisatie VNO, het Akkoord van Wassenaar gesloten. Hierin werd de basis gelegd voor het later veelbesproken poldermodel.

## Kernen
Binnen de gemeente Wassenaar liggen naast het gelijknamige dorp het gehucht Maaldrift, de buurtschappen Rijksdorp en Den Deijl en de wijken Nieuw Wassenaar, Oud Wassenaar, De Kieviet en Kerkehout.

## Sport en recreatie
Wassenaar heeft verschillende sportverenigingen, zoals de hockeyclubs De Kieviten en HGC, voetbalclubs zoals RKSV Blauw-Zwart en SV Wassenaar (ook honk- en softbal) en handbalclub Olympia '72. Daarnaast diverse binnensporten zoals volleybalvereniging WVV, badmintonvereniging BCW en zwemvereniging WZK. Ook zijn er tennisbanen zoals De Oude Eik en De Kieviten. Er zijn een paar golfclubs: de Haagse Golf & Country Club, Wassenaarse Golf Groenendael en de GC Rozenstein.
Sinds 2013 wordt jaarlijks op de 2de zondag in oktober het hardloopevenement "De 15 van Wassenaar" georganiseerd. De route loopt door de Landgoederenroute, de villawijken en de dorpskern.
Wassenaar ligt aan de Europese wandelroute E11, ter plaatse ook wel Marskramerpad geheten. De route komt vanuit Den Haag via het Haagse Bos Wassenaar binnen en loopt via Landgoed de Horsten verder naar Voorschoten.
Op het landgoed Duinrell is een gelijknamig attractiepark, het zwembad (Tikibad), een bungalowpark en een camping.

## Cultuur

### Monumenten
Een deel van Wassenaar is een beschermd dorpsgezicht en ook de landgoederenzone ten zuiden van Wassenaar is een beschermd dorpsgezicht. Verder zijn er meer dan 300 rijksmonumenten en 115 gemeentelijke monumenten. Tevens zijn er enkele oorlogsmonumenten en Stolpersteine.

### Kunst in de openbare ruimte
In de gemeente Wassenaar zijn diverse beelden, sculpturen en objecten geplaatst in de openbare ruimte, zie:
- Lijst van beelden in Wassenaar

## Onderwijs
Lager onderwijs:
- Bloemcampschool
- De Herenwegschool (Prot. Chr. Onderwijs Wassenaar)
- Kievietschool
- Montessorischool Wassenaar
- Nutsschool
- St. Bonifaciusschool
- St. Jan Baptistschool
- St. Jozefschool

Voortgezet onderwijs:
- Rijnlands Lyceum Wassenaar
- Adelbert College
- American School of The Hague

## Politiek

### Gemeenteraad
De gemeenteraad van Wassenaar bestaat uit 21 zetels. Hieronder de behaalde zetels per partij bij de gemeenteraadsverkiezingen sinds 1994:
| Gemeenteraadszetels               |      |      |      |      |       |      |       |      |
| Partij                            | 1994 | 1998 | 2002 | 2006 | 2010  | 2014 | 2018  | 2022 |
| --------------------------------- | ---- | ---- | ---- | ---- | ----- | ---- | ----- | ---- |
| VVD                               | 11   | 10   | 11   | 6    | 8 (7) | 4    | 6     | 5    |
| Hart voor Wassenaar               | -    | -    | -    | -    | -     | 1    | 3 (1) | 5    |
| Lokaal Wassenaar!                 | -    | -    | -    | -    | -     | -    | 3     | 3    |
| CDA                               | 6    | 6    | 6    | 5    | 4     | 4    | 3     | 2    |
| Democratische Liberalen Wassenaar | -    | -    | -    | -    | - (1) | 1    | 2     | 1    |
| D66                               | 2    | 1    | 1    | 1    | 2 (1) | 3    | 2     | 2    |
| GroenLinks                        | -    | 1    | 1    | 1    | 1     | 2    | 1     | 2    |
| PvdA                              | 2    | 3    | 2    | 2    | 1     | 1    | 1     | 1    |
| Wat Wassenaar Wil                 | -    | -    | -    | 6    | 5     | 3    | -     | -    |
| Passie voor Wassenaar             | -    | -    | -    | -    | -     | 2    | -     | -    |
| Totaal                            | 21   | 21   | 21   | 21   | 21    | 21   | 21    | 21   |

Bij de verkiezingen van maart 2014 betraden twee nieuwe partijen de Wassenaarse politieke arena, te weten Passie voor Wassenaar en Hart voor Wassenaar. Hart voor Wassenaar ontstond eind 2013 als afsplitsing van WWW na een interne ruzie tussen de fractie en het bestuur. Het bestuur trad af en oud-voorzitter Henri Hendrickx richtte met enkele getrouwen Hart voor Wassenaar op, waarvan hij lijsttrekker werd. De partij kreeg één zetel.
De gemeenteraad van Wassenaar telt naast de in 2014 gehalveerde VVD (van 8 naar 4 zetels) vier partijen die direct of indirect een afsplitsing zijn van de liberalen: WWW (van 5 naar 3 zetels), DLW (1 zetel), Passie voor Wassenaar (2 zetels) en Hart voor Wassenaar (1 zetel). CDA (4 zetels), D66 (van 2 naar 3 zetels), GroenLinks (van 1 naar 2 zetels) en PvdA (1 zetel) complementeren de gemeenteraad.
In 2017 zijn de partijen Wat Wassenaar Wil (4 zetels) en Passie voor Wassenaar (2 zetels) gefuseerd tot een nieuwe politieke partij: Lokaal Wassenaar, die in 2018 3 zetels verwierf. Een unicum voor Nederland was dat DLW met een afsplitsing te maken kreeg: nog vóór de verkiezingen maakte de 2e kandidaat op de lijst dat bekend. Korte tijd later, op 27 juni 2018, volgde een volgende afsplitsing. Op die datum werd bekend dat het echtpaar Mulder van Hart Voor Wassenaar zich afsplitsten waardoor Hart voor Wassenaar zijn winst zag verdampen en weer terugkeerde als een eenmansfractie.
De verkiezingen van 2018 leidden tot een versterking van de zogeheten lokale partijen: partijen die niet behoren bij een landelijke partij.
Politiek sinds 2018
Bij de gemeenteraadsverkiezingen van 2018 won de VVD en kwam zij als grootste partij uit de bus. Het nieuwe college wordt door wethouders van VVD, LW, CDA en D66 gevormd. De eerdere formatiepoging tussen VVD, CDA en Hart voor Wassenaar (HvW) liep stuk omdat HvW nadat het akkoord rond was nog forse OZB-verhogingen eiste die niet nodig waren op dat moment. Daarop braken VVD en CDA de formatie af en kwamen D66 en LW aan tafel. Twee fractieleden van HvW scheiden zich af van HvW en ondersteunde alsnog het coalitieakkoord ‘Wassenaar: Zelfstandig en Verantwoordelijk 2018-2022’. Daarmee kende de coalitie een meerderheid van 16 van de 21 zetels. Lokale partij Democratisch Liberalen Wassenaar (DLW) viel al voor de formatie uit elkaar door oneindigheid in twee eenmansfracties. De oppositie bestaat daarmee uit vijf eenmansfracties van lokale en linkse partijen.

## Economie
Wassenaar is een gemeente met een voornamelijk residentieel karakter en behoort tot de welvarendere gebieden in Nederland. De economie wordt vooral gedragen door de dienstensector, waaronder vastgoed, detailhandel, horeca en diverse vormen van persoonlijke dienstverlening, vaak gericht op een hoog segment.
Daarnaast zijn er binnen Wassenaar kleinschalige bedrijven actief in de bouw- en installatiesector. Met de groeiende aandacht voor duurzaamheid en energiebesparing is er een toegenomen vraag naar woningrenovaties en verduurzamingsmaatregelen. Dit betreft onder andere het plaatsen van zonnepanelen, laadvoorzieningen voor elektrische voertuigen en het moderniseren van elektrische installaties conform de geldende normen zoals de NEN 1010. Lokale elektriciens en installateurs spelen een belangrijke rol in het faciliteren van deze ontwikkelingen.
De gemeente neemt deel aan regionale samenwerkingsverbanden gericht op energietransitie en duurzame gebiedsontwikkeling, waarmee zij bijdraagt aan het bevorderen van duurzame initiatieven binnen haar grenzen.

## Bekende inwoners van Wassenaar

### Geboren in Wassenaar
Vermeld in chronologische volgorde volgens geboortejaar
- Jan I van Polanen (ca. 1285-1342), Heer van Breda
- Carel van Schelle (1913-1987), diplomaat
- Piet Knijnenburg (1918-2017), motorsporter
- Riet Raaphorst (1919-1946), illustrator
- Gon Voorhoeve (1928-1994), componist
- Hugo van Zuylen van Nijevelt (1929-2018), eigenaar van Duinrell, ondernemer
- Henk van der Kraats (1930-2023), jockey
- Piet van Rhijn (1931-1999), voetballer
- Ilse Bulhof (1932-2018), hoogleraar wijsbegeerte
- Jaap Zijlstra (1933-2015), dichter, schrijver en predikant
- Else Vlug (1934-2019), kinderboekenschrijfster
- Ellen Abbing-Roos (1935-2014), beeldhouwer en keramist
- Leo Köhlenberg (1936-2020), organist, componist
- Ellen Jens (1940-2023), tv-producer en -regisseuse
- Kees van Lede (1942-2020), ondernemer en werkgeversvoorzitter
- Wouter Stips (1944), kunstenaar, programmamaker, theatermaker, schrijver en regisseur
- Chris Veraart (1944-2014), advocaat, dichter en schrijver
- Florus Wijsenbeek (1944), jurist, politicus
- Aart Clerkx (1945), illustrator en striptekenaar
- Joke Brakman (1946), beeldend kunstenaar
- Rob Ruggenberg (1946-2019), dagbladjournalist en schrijver
- Wendela Gevers Deynoot (1947-2025), beeldhouwster
- Dirk Kuin (1947-2000), journalist en presentator
- Onno Zijlstra (1949), filosoof
- Henk Jan Meijer (1951), politicus
- Ceseli Josephus Jitta (1952),  schrijver en illustrator
- Loes van Ruijven-van Leeuwen (1953), politica
- Thom Hoffman (1957), acteur en fotograaf
- Corinne Hofman (1959), archeologe
- Rob Kamphues (1960), cabaretier, televisiepresentator
- Adriaan Jaeggi (1963-2008), columnist, dichter, essayist en schrijver
- Johan de Goede (1964), boekkunstenaar en dichter
- Kees Momma (1965), schrijver en tekenaar
- Iemke van Dijk (1968), beeldend kunstenaar
- Leendert de Lange (1972), burgemeester van Wassenaar
- Wolfert Brederode (1974), jazzpianist
- Marjolein Moorman (1974), politica
- Roxanne van Hemert (1990), langebaanschaatsster
- Dion Cooper (1993), singer-songwriter
- Kimberley Smit (1999), voetbalster

### Overleden in Wassenaar
In chronologische volgorde volgens sterfjaar
- Frederik der Nederlanden (1797-1881), prins der Nederlanden, prins van Oranje-Nassau
- Sophie van Württemberg (1818-1877), koningin der Nederlanden
- Jacob Cornelis Overvoorde (1865-1930), geschiedkundige, museumdirecteur
- Louis Westenenk, (Semarang 1870-1930), diplomaat, taalkundige, bestuursambtenaar en ridder Militaire Willems-Orde
- Cornelis Johannes Kieviet (1858-1931), schrijver van jeugdboeken
- Nicolaas August Tonckens (1867-1931), burgemeester van Hengelo (Overijssel)
- Herman Koppeschaar (1866-1932), oorlogschirurg
- Frits Went (1863-1935), botanicus, hoogleraar in Utrecht
- Jan Rudolph Slotemaker de Bruine (1869-1941), theoloog en politicus
- Reinier van Genderen Stort (1886-1942), schrijver, dichter
- Coba Rijneke (1894-1942), pianist en muziekpedagoog
- Louis Anne van Royen (1865-1946), hoogleraar, politicus
- Arend Hendriks (1901-1951), tekenaar, graficus en docent
- Cornelis Raaphorst, (1875–1954), kunstschilder
- Pieter Nicolaas van Eyck (1887-1954), criticus en hoogleraar Nederlandse taal- en letterkunde in Leiden
- Theodoor François Marie Schaepman (1879-1954), officier en politicus
- Cornelis Jetses (1873-1955), illustrator, boekbandontwerper
- Philips Visser (1882-1955), geograaf en diplomaat
- Corry Tendeloo (1897-1956), politicus
- Balthasar van der Pol (1889-1959), natuurkundige
- Lex van Blijenburgh (1877-1960), luitenant-kolonel, schermer
- Johanna Maria Christina Bouvy (1893-1960), letterkundige
- Barthold Theodoor Willem van Hasselt (1896-1960), president-directeur van Shell
- Herman van Roijen (1905-1991), politicus en diplomaat
- Simon de Vries Czn (1869-1961), politicus
- Gerardus Wilhelmus Kampschöer (1891-1963), politicus
- Ko Oud (1890-1963), architect
- Henk Wegerif (1888-1963), architect en decorontwerper
- Geert de Grooth (1892-1965), jurist en politicus
- Marinus Damme (1876-1966), ingenieur, politicus
- Bram Rutgers (1884-1966), politicus
- Pieter Cort van der Linden (1893-1969), burgemeester van Groningen
- Henk Meijer (1884-1970), kunstenaar
- Boelie Kessler (1996-1971), voetballer en oogarts
- Willem Rozendaal (1899-1971), graficus, ontwerper en docent
- Marinus Jan Granpré Molière (1883-1972), architect en stedenbouwer
- Berhardina Midderigh-Bokhorst (1972), illustrator, aquarellist, graficus en lithograaf
- Hein Vos (1972), econoom en politicus
- Alexander Kropholler (1973), architect
- Jan Smallenbroek (1974), politicus
- Willem Reyseger (1976), voetbalbestuurder,
- Sidney J. van den Bergh (1977), zakenman, politicus
- Piet Zwart, (1885-1977), fotograaf, typograaf en industrieel vormgever
- Paul Eduard Lepoeter (1916-1978), wiskundeleraar en schrijver van wiskundeleerboeken
- Alidius Tjarda van Starkenborgh Stachouwer (1888-1978), laatste gouverneur-generaal van Nederlands-Indië
- Dirk Stikker (1897-1979), bankier, politicus en diplomaat
- Leo Glans (1911-1980), Surinaams-Nederlands kunstschilder, aquarellist en tekenaar
- Paul Citroen (1896-1983), kunstschilder, postzegelontwerper en docent
- Johannes Leendert van Soest (1898-1983), elektrotechnisch ingenieur en botanicus
- Charlie Koch (1890-1984), Engelandvaarder, chirurg, vrouwenarts
- Fred Polak (1907-1985), filosoof, socioloog, futuroloog, hoogleraar en politicus
- Johan Walhain (1985), acteur
- Jaap Burger (1986), politicus
- Reinder Zwolsman (1988), projectontwikkelaar
- Bob Bruijn (1989), kunstschilder
- Andries Copier (1991), glaskunstenaar
- Jan van Dulm, (1991), marineofficier
- Molly Geertsema (1991), politicus
- Ans van Haersolte (1991), beeldhouwer, neerlandica
- Pyke Koch (1991), kunstschilder
- Herman Brood (2001) , musicus, kunstenaar en acteur
- Herman van Roijen (1991), politicus en diplomaat
- Hans de Koster (1992), politicus
- Jan Hendrik Oort (1992), sterrenkundige
- Marinus Ruppert (1992), politicus, vakbondsman
- Klaas Wiersma (1993), politicus
- Frederik Gerard van Dijk (1994), politicus
- Adri van Es (1994), viceadmiraal, politicus
- Charles Douw van der Krap (1995), marineofficier
- Leen Papo (1995), roeier en verzetsstrijder
- Jan Willem Schulte Nordholt (Zwolle, 1920-1995), geschiedkundige
- Henk Hofstra (Amsterdam, 1904-1999), minister
- Piet van Rhijn (1931-1999), voetballer
- Gerard Peijnenburg (1919-2000), topambtenaar
- Paul Julien, (2001), antropoloog, ontdekkingsreiziger
- Jelle Zijlstra (2001), Nederlands minister-president
- Karel Herman Beyen (2002), politicus
- Joop Haex (2002), politicus
- Mahmoud Rabbani (2002), honorair consul
- Sierk Schröder (Ambon,  1903-2002), kunstschilder
- Joop Bakker (2003), politicus
- Gerard Brom (1915-2003), pionier hartchirurgie
- Marinus van der Goes van Naters (2005), politicus, natuurbeschermer
- John Maas (2005), inspecteur-generaal der Krijgsmacht
- Coen Oort (2007), econoom, hoogleraar
- Hans Eschauzier (2008), kunstschilder en graficus
- Hans Erik Ras (2008), rechtsgeleerde
- Elly Weller (2008), actrice
- Willem de Jonge van Ellemeet (2009), vice-admiraal
- Hans Dijkstal (2010), politicus
- Morris Tabaksblat (2011), topfunctionaris
- Katy Telders (2011), grootmeesteres van koningin
- Hetty van der Togt (2011), verzetstrijdster
- Jan Gmelich Meijling (2012), politicus
- Roelof Kruisinga (2012), politicus, volksgezondheidsdeskundige
- Gerard Helders (2013), politicus
- Pieter Kooijmans (2013), Minister van Staat
- Maarten Cieremans (2014), Engelandvaarder
- Cornelis Dubbink (2014), president van de Hoge Raad der Nederlanden
- Sipke van der Land (2015), predikant, en publicist
- Jaap Rosen Jacobson (2015), Engelandvaarder
- Piet Heijn Schoute (2015), politicus
- Jan Stegeman (2015), beroepsfotograaf, beeldend kunstenaar en gemeenteraadslid
- Auke Bloembergen (2016), rechter
- Emeri van Donzel (2017), directeur en hoofdredacteur
- Steven Stoffer (2017), jurist
- Peter Legro (2018), president-directeur van Transavia
- Willem van der Slik (2018), buitengewoon hoogleraar klinische chemie en pathofysiologie
- Hugo van Zuylen van Nijevelt (1929-2018), eigenaar van Duinrell, ondernemer
- Koos Andriessen (2019), minister
- Harriet Blom (2019), hofdame
- Henny de Ruiter (2019), manager, volleyballer
- Johan Witteveen (2019), minister
- Lodewijk van Wachem (2019), bestuurder
- Jan Breman (2020), diplomaat
- Rudolf de Korte (2020), politicus
- Eddy Jonker (2020), Engelandvaarder
- Jan Reijnen (2020), politicus
- Johan Gerhard Wilbrenninck (2021), ambassadeur
- Hans Heybroek (2022), bosbouwkundige en botanicus
- Frans de Haan (2022), basketballer en golfspeler
- Carel van den Driest (2023), bestuurder
- Frits Kalff (2023), verzekeraar
- Henk van der Kraats (2023), jockey
- Claudine Catharine Bernardine gravin van Zuylen van Nijevelt-Everts (Arnhem, 1937-2023)
- Dineke de Koster-Burgersdijk (Leiden, 1930-2024), bestuurslid Europa Nostra en mecenas
- Brigitte Wawoe (2025), beeldend kunstenaar

## Aangrenzende gemeenten
| Aangrenzende gemeenten | Aangrenzende gemeenten | Aangrenzende gemeenten | Aangrenzende gemeenten | Aangrenzende gemeenten |
| ---------------------- | ---------------------- | ---------------------- | ---------------------- | ---------------------- |
|                        |                        | Katwijk                |                        | Leiden                 |
|                        |                        |                        |                        |                        |
|                        | Voorschoten            |                        |                        |                        |
|                        |                        |                        |                        |                        |
| Den Haag               |                        |                        |                        | Leidschendam-Voorburg  |